# Мастер тай-цзи
«Мастер тай-цзи» (англ. Man of Tai Chi, Китай — США, 2013) — фильм о боевых искусствах, снятый Киану Ривзом. Мировая премьера состоялась 5 июля 2013 года.

## Сюжет
Молодой и перспективный мастер тай-цзи по имени Чен Ли Ху решает начать свою карьеру в подпольном бойцовском клубе. Там он встречает человека, который со временем получает большее влияние на молодого бойца. Чен не подозревает, что этот человек собирается использовать его в своих интересах…

## В ролях
| Актёр           | Роль                                  |
| --------------- | ------------------------------------- |
| Тайгер Ху Чен   | Чен Ли Ху мастер тай-цзи              |
| Киану Ривз      | Донака Марк                           |
| Карен Мок       | Сюн Джинчжши капитан полиции Гонконга |
| Хай Ю           | Мастер Янг наставник Чен Ли Ху        |
| Ико Ювайс       | Гиланг Санджая боец Пенчак-Силата     |
| Сильвио Саймак  | Юрий Романов                          |
| Джереми Меринас | Боец MMA                              |
| Стивен Дас      | Зритель                               |
| Брахим Ачаббаке | Боец тхэквондо                        |
| Майкл Чан       | Полицейский                           |
| Оушен Хоу       | Боец                                  |
| Хелен Леклерк   | Диктор                                |

## Создание
Съёмки фильма проходили в Гонконге и Пекине. По словам Киану Ривза, он провёл более 105 дней в этих двух городах.
На роль начинающего мастера боевых искусств Чена Ли Ху был выбран актёр и каскадёр Тайгер Ху Чен, ранее работавший с Ривзом в серии фильмов «Матрица».
Продюсер Лемор Сиван, также работавший с Ривзом в таких фильмах как «Частная жизнь Пиппы Ли» и «Криминальная фишка от Генри», заметил, что процесс создания «Мастера Тай-цзи» был достаточно сложным и многоплановым. Оценивая работу съёмочной группы, Сиван положительно отозвался о работе Ривза как режиссёра. Также он добавил, что показ фильма в Китае будет обеспечивать компания China Film Group.
Согласно данным канадской компании IMAX Corporation, премьерный показ фильма состоялся в Китае 5 июля 2013 года.